# 嘎乌

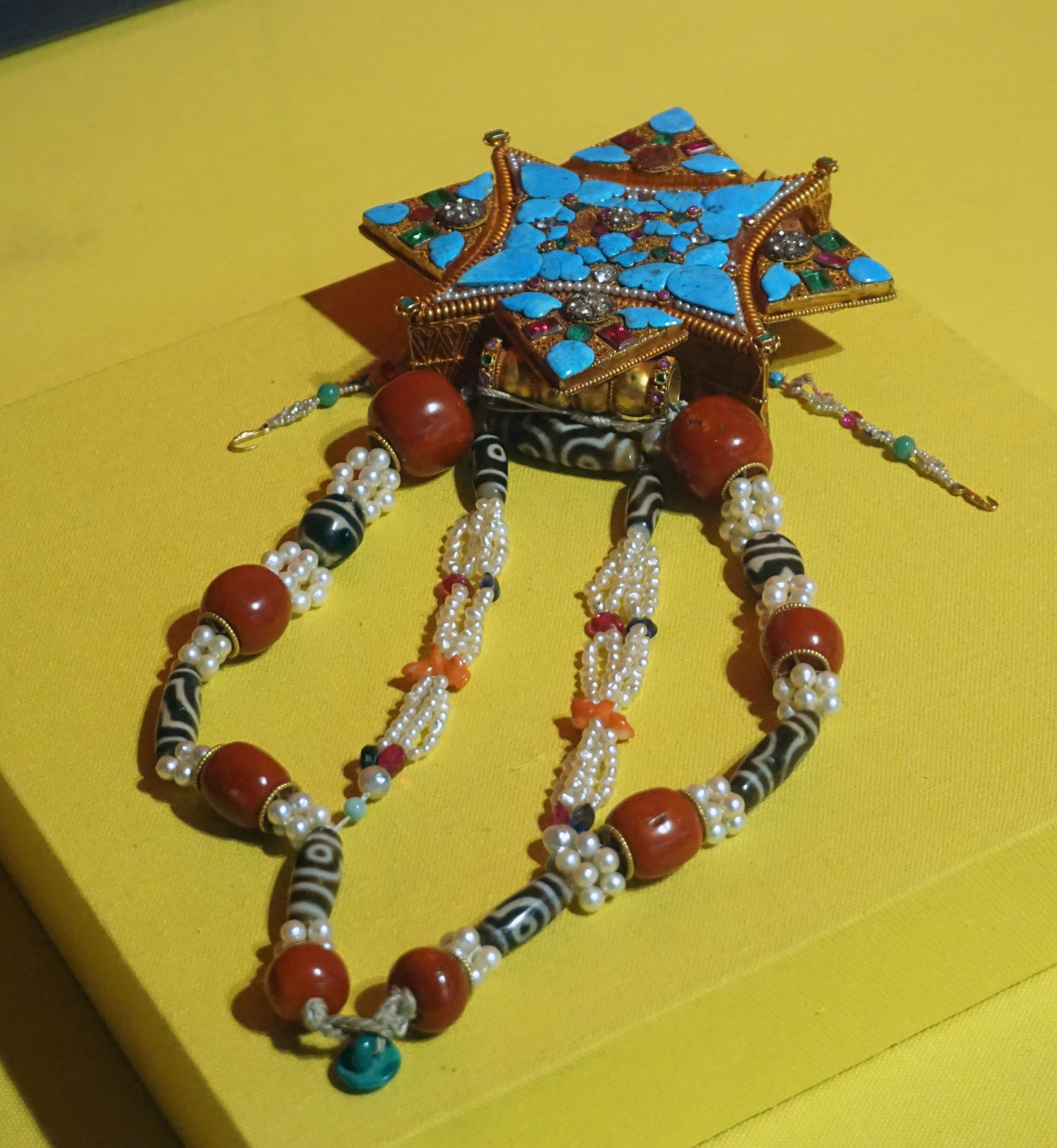

嘎乌（藏语：གའུ།，拉丁文转写：ga'u）為西藏人安放佛像等神聖物的小型佛龛。
嘎乌又称佛盒，为小型佛龛，通常制成小盒型，用以佩戴于颈上，龛中供设佛像。
密宗行人于出门时佩戴，一者祈求本尊加持，二者于修法时可取出供奉，为随身之密坛。